# Final Attack
Final Attack ist ein US-amerikanischer Horrorfilm und die fünfte von sieben Fortsetzungen des Filmes Das Tier von 1981.

## Inhalt
Ian ist ein sympathischer, aber einsamer Landstreicher und er erklärt sich bereit, Reparaturen an der örtlichen Kirche in einer kargen, ländlichen Stadt in Bluff Township vorzunehmen. Ian vermeidet jeglichen menschlichen Kontakt und scheint dem bevorstehenden Vollmond ungewöhnlich misstrauisch gegenüber zu sein. Als R.B. Harker, Besitzer eines reisenden Karnevals, erkennt, dass Ian ein wahrer Werwolf ist, nimmt er den jungen Mann gefangen und zwingt ihn, für ihn zu arbeiten. Ian wird so zu einer von Harkers Attraktionen, genau wie die anderen "Kuriositäten" des Menschen. Um die Sache noch komplizierter zu machen, hat Harker selbst ein monströses Geheimnis.

## Kritik
Die Kritik für diesen Film war bestenfalls mittelmäßig. Leonard Maltin schrieb in seinem Buch 2015 Movie & Video Guide, dass Final Attack "intelligent geschrieben ist, insbesondere für diese Serie, aber prätentiös mit vagen Ray Bradburyesque-Untertönen". Der DVD & Video Guide 2004 stellte fest, dass "Spezialeffekte, die sehr zu wünschen übrig lassen, diesen wirklich seltsamen Eintrag in der langjährigen Werwolf-Serie verringern". Der Filmkritiker Wheeler Winston Dixon erklärte, dass der Film "eine interessante Reihe von Prämissen präsentiert" und ein "ordentlich origineller Eintrag in der Langzeitserie" sei. Er erklärte auch, dass Bruce Payne als Harker eine "köstliche" Leistung erbrachte und dass er in seinem vampirischen Zustand "ein bisschen wie Max Schreck in Murnaus Nosferatu aussah, aber in seinem humanoiden Zustand nichts als Charme ausstrahlt". Kim Newman gab an, dass der Film die Saga belebte, indem er einen netten Werwolf (Brendan Hughes) gegen einen "bösen Vampir" (Bruce Payne) antrat. Frederick Clarke beschrieb Payne als einen "eleganten und höflichen" Vampir und bemerkte auch die Nosferatu-Anspielungen. John Ferguson erklärte: "Hope Perellos Interpretation der bekannten Geschichte, in der eine Art guter Werwolf gegen eine noch schrecklichere Bande von Freaks kämpft, hält tatsächlich besser als die meisten anderen."
Der Filmdienst urteilte, der Film sei ein „[w]eitgehend gelungener Horrorfilm, der dem alten Mythos mitgediegener Ausstattung und Sinn für Atmosphäre neue Aspekte abzugewinnen“ verstehe.